# Michael Spicer
William Michael Hardy Spicer, baron Spicer, (22 janvier 1943 - 29 mai 2019) est un homme politique britannique et pair à vie qui est membre conservateur de la Chambre des lords à partir de 2010. Il est député de West Worcestershire de 1974 à 2010 et ministre de 1984 à 1990. Il est président du Comité 1922 de 2001 à 2010.

## Jeunesse
Il est né à Bath, Somerset, fils du lieutenant-colonel (plus tard brigadier) L. Hardy Spicer et de Muriel, fille de Wallis G. Carter de Bath . Il fait ses études à Vienne, à la Gaunts House Preparatory School et au Wellington College, et obtient un diplôme en économie de l'Emmanuel College de Cambridge. Après avoir obtenu son diplôme, il travaille comme journaliste financier pour The Statist, le Daily Mail et le Sunday Times. Il est  directeur du Conservative Systems Research Center de 1968 à 1970 et directeur général d'Economic Models Ltd de 1970 à 1980.

## Carrière parlementaire
Spicer rejoint le Parti conservateur et, aux élections générales de 1966, il se présente contre Emanuel Shinwell dans la circonscription sûre du Labour Easington, en tant que plus jeune candidat parlementaire du pays. Il se présente à nouveau à Easington aux élections générales de 1970 avant d'être élu aux élections générales de février 1974 pour South Worcestershire. Il représente South Worcestershire jusqu'en 1997, lorsque les changements de frontières ont aboli la circonscription; il se présente ensuite à West Worcestershire, qu'il représente jusqu'à sa retraite des Communes.
Après les élections générales de 1979, qui portent les conservateurs au pouvoir, il est secrétaire parlementaire privé du ministère du Commerce. Il est nommé vice-président du Parti conservateur puis sous-secrétaire d'État parlementaire au ministère des Transports en 1984, servant jusqu'en 1987, avec une responsabilité spécifique pour l'aviation. En 1987, il rejoint le ministère de l'Énergie, à nouveau en tant que sous-secrétaire parlementaire, cette fois avec la responsabilité de l'électricité et du charbon. En janvier 1990, il est promu ministre d'État au ministère de l'Environnement ; cependant, après l'éviction de Margaret Thatcher en novembre 1990, il quitte le gouvernement en raison de son opposition à la participation du Royaume-Uni au mécanisme de taux de change européen.
En quittant le gouvernement, il devient président du comité parlementaire et scientifique de la Chambre des communes. En 1993, il fonde le groupe de recherche eurosceptique européen au sein du parti conservateur. Dans les honneurs du Nouvel An 1996, il reçoit un titre de chevalier. Après les élections générales de 1997, il devient membre du Treasury Select Committee.

## Fin de carrière
Sa majorité diminue en 1997, conformément à la tendance générale à travers le pays, mais il conserve son siège qui est devenu West Worcestershire après des changements de frontières cette année-là. Sa majorité a presque doublé quatre ans plus tard aux élections générales de 2001. Cependant, contrairement à la plupart des députés conservateurs, il n'a pas réussi à augmenter sa majorité en 2005 ; au lieu de cela, elle est réduite de plus de moitié et il occupe l'un des sièges les plus marginaux des conservateurs contre les libéraux-démocrates, dans le cadre de leur stratégie de «décapitation».
Après les élections générales de 2001, Spicer est élu président du Comité 1922, poste qu'il occupe jusqu'en 2010.
En tant que président du Comité de 1922, il préside plus d'élections à la direction que n'importe lequel de ses prédécesseurs: Iain Duncan Smith, Michael Howard et David Cameron ont tous été élus pendant son mandat.
Aux Communes, il est connu pour poser des questions brèves, généralement d'une phrase aux ministres du gouvernement et aux questions du premier ministre, par exemple en demandant simplement à Gordon Brown: «Le premier ministre confirmera-t-il qu'il poursuivra jusqu'au bout?.
Le 26 mars 2006, Spicer annonce qu'il ne se présenterait pas au siège du Worcestershire West aux élections de 2010 et qu'il se retirerait en tant que député. Il est créé pair à vie le 8 juillet 2010 en tant que baron Spicer, de Cropthorne dans le comté de Worcestershire. Il est admis au Conseil privé en 2013.
Spicer est décédé des complications de la maladie de Parkinson et de la leucémie le 29 mai 2019.